# Aniceto (Tabasco)
Aniceto es una localidad del municipio de Centro ubicado en la subregión centro del estado mexicano de Tabasco.

## Geografía
La localidad de Aniceto se sitúa en las coordenadas geográficas 18°09′29″N 92°47′25″O / 18.158056, -92.790278, a una elevación de 8 metros sobre el nivel del mar.

## Demografía
Según el Conteo de Población y Vivienda 2020, efectuado por el Instituto Nacional de Estadística y Geografía, la localidad de Aniceto tiene 268 habitantes, de los cuales 133 son del sexo masculino y 135 del sexo femenino. Su tasa de fecundidad es de 2.18 hijos por mujer y tiene 63 viviendas particulares habitadas.
| Gráfica de evolución demográfica de Aniceto entre 1995 y 2020 |
|                                                               |
| INEGI.                                                        |